# Project 575
Project 575 (プロジェクト575 Purojekuto Go-Shichi-Go?) är ett multimediaprojekt skapat av Sega som använder vocaloid-röstsyntar. Den 23 januari 2014 utgavs ett PlayStation Vita-spel med titeln Uta Kumi 575 (うたにみみ５).
Senare släpptes en anime med fyra avsnitt som sändes från den 9 januari till den 30 januari 2014.

## Roller
Azuki Masaoka (正岡 小豆 Masaoka Azuki?)
Röstskådespelare: Yuka Ōtsubo
Matcha Kobayashi (小林 抹茶 Kobayashi Matcha?)
Röstskådespelare: Ayaka Ōhashi
Yuzu Yosano (与謝野 柚子 Yosano Yuzu?)
Röstskådespelare: Minako Kotobuki
Koume Ono (小野 小梅 Ono Koume?)
Röstskådespelare: Yu Serizawa